# Jerebica (ptica)
Jerebica (znanstveno ime Perdix perdix) je ptica, ki spada v družino poljskih kur (Phasianidae). Jerebice so srednje velike ptice, manjše od fazanov in večje od prepelic. Razširjene so skoraj po vsej Evropi, Aziji, Afriki in Bližnjem vzhodu.

## Telesne značilnosti
Osnovna barva jerebice je rjasto rjava vse do rjasto sive pepelnate barve. Glavo ima rjasto rjavo, hrbet pa sivkasto rjav. Prsi so pepelnato modre, trebuh pa svetlejše sivkaste barve. Okoli oči ima jerebica rdečkasto obarvano  ozko golo progo. Pri samcu je ta proga bolj izrazita in tvori za očesom trikotnik. Kljun ima jerebica močan, malo zavit in je pri mladih jerebicah sivomoder, pri starejših siv in pri zelo starih sivo bel. Dolžina jerebice je 30 –35 cm, teža pa od 340 do 500g. Dolžina repa je od 7,5 do 9,8 cm, kljuna pa 1,2 do 1,9 cm. Samica je temnejša, rjavosiva in bolj grahasta. Značilen znak za samca je temnorjavo obarvano perje na prsih v obliki podkve. Ima tudi bolj pokončno držo. Jerebica ima izredno dobro razvit vid in sluh kar ji pomaga da se pred nevarnostjo umakne ali pa pritaji. Vidi tudi navzgor.

## Vedenje in prehrana
Jerebica se največ giblje po tleh. Ker zelo hitro teče jo imenujejo tudi trčka. Vzletava na krajše razdalje. Zleti le ob neposredni nevarnosti, zvečer pred spanjem pa se spreleti. Na drevesa seda le v izjemnih primerih. Jerebica leti s hitrostjo nad 60 km na uro.
Oglaša se z več glasovi, razmeroma pogosto, ko vzleti,ko se spreletava, zvečer, zlasti pa v času parjenja. Značilen glas je čir-rik ali kir-rik. Ob vodenju kebčkov pa se samica oglaša s pit-pit-pit. Ko je v nevarnosti se oglasi s svarilnim glasom.
Jerebice so združene v kito, pozimi ob neugodnih vremenskih razmerah pa se več kit lahko združi v eno večjo. Jerebičji par je medsebojno tesno povezan od parjenja naprej in ostane skupaj vse življenje. Med samico, samcem in kebčki je tesna družinska povezava ne glede na velikost kite. Kebčke vodita oba starša in ostaneta z njimi do pomladi, ko nastopi parjenje, ko se kita razdruži in se osnujejo novi pari.
Jerebica prenočuje vedno na odprtem polju z nizko vegetacijo v razdalji 2–3 m ena od druge. Ob zelo hudem mrazu ali nevihti pa jerebice prenočujejo v krogu tesno skupaj z glavami navznoter. Na odprtem polju prenočuje tudi pozimi. Zavetje si poišče v postarani visoki travi, nepožeti koruzi, brazdah in kolovozih. V visokem snegu se pomakne proti vasi, kjer išče hrano v neposredni bližini bivališč.
Jerebica je vsejed. Hrani se z zelenimi rastlinskimi deli, listi, stebelci, in cvetnimi glavicami, s semeni plevelov, trav, zelišč, ... V manjši meri se hrani tudi s koreni in gomolji. Njena hrana so tudi manjše žuželke, ličinke , polžki in jajčeci mravelj. Vode jerebica v naravi ne pije. Potrebo po vodi dobi z zelenimi rastlinskimi deli, z roso in žuželkami. Pri hranjenu jerebica vedno išče tudi drobne kamenčke.  Pesek jim je nujno potreben pri prebavi v želodcu ali mlinčku.

## Razmnoževanje
‎
Jerebica je enoženska (monogamna). Živi v parih. Par se zvesto drži svojega okoliša, ki ga je izbral takoj po združitvi in ga zapusti le če je zelo moten. Parjenje nastopi konec zime v februarju ali marcu. Jerebica gnezdi na tleh, izbira mesta za gnezdenje je odvisna od vegetacije, običajno v žitih, travnikih, krmnih rastlinah in poljskih živih mejah. Za gnezdo si po navadi izbere manjšo vdolbinico, naravno ali nastalo od stopinj živali (goveda, konja). Z nogami jamico še obdela in potepta. Gnezdo ki je od 12– 15 cm globoko nastelje s suhimi rastlinskimi deli in svojim perjem. Znese od 15 do 24 jajc, ki so enobarvna, največkrat svetlorjava pa tudi svetlo ali temno olivno zelena. Vali samo samica. Da se vsa jajca enakomerno grejejo jih samica meša in prestavlja tako da tista iz robu pridejo v sredino in obratno. Samec je 20 –30 m odaljen od gnezda in se približa šele ko se po 24 dneh izvalijo kebčki. Ti so rumeno rjave barve z dvema vzdolžnima črnima črtama po hrbtu. Grejeta jih samica in samec. V 2- 4 dneh se jim že razvijejo majhna letalna peresa.

## Življenjski prostor
Jerebica je izrazito poljska ptica. Njena razširitev je tesno povezana z razvojem poljedelstva.  Naseljuje obdelan odprt ravninski svet.  Celo leto živi na polju. Odločujoč vpliv imajo kmetijske površine, njive in travniki. Pomembne so tudi grmovne rastline, grmovni pasovi in manjša grmišča med obdelanim svetom.  Ustrezajo ji območja z 200 - 400m nadmorske višine, skrajna meja kjer lahko najdemo jerebico na Slovenskem, pa je 500 m nadmorske višine. Po svetu naseljuje tudi višja območja. Za jerebico so primerna lahka, hitro odcedna, topla tla, kar je zlasti pomembno v času gnezdenja in zreje kebčkov. Čeprav ima rada topla tla pa suše ne prenaša. Ob suši se preseli na vlažnejša tla ki so lahko tudi v bližini vode. Ne mara visokih temperaturnih sprememb, kar vpliva na zadrževanje.  Za jerebico so najboljša območja  s srednjo letno temperaturo  9-10 °C . Izogiba se tudi območij, ki so stalno izpostavljena vetru.

## Podvrste
IOC World Bird List priznava osem podvrst, čeprav so razlike med njimi postopne (klinalne), zato jih nekatere druge avtoritete ne priznavajo v celoti; HBW/BirdLife International list priznava le šest podvrst.
- P. p. perdix (Linnaeus, 1758). Nominalna podvrsta, razširjena na Britanskem otočju in v južni Skandinaviji proti jugu do Italije in Balkana.
- P. p. armoricana (Hartert, 1917). Jugozahodna Francija.
- P. p. sphagnetorum (Altum, 1894). Na šotnih tleh v severnem delu Nizozemske in severozahodni Nemčiji. Se le malo razlikuje od P. p. perdix in je v seznamu HBW/BLI.[2][3][4]
- P. p. hispaniensis (Reichenow, 1892). Osrednji Pireneji do severovzhodne Portugalske.
- P. p. italica (Hartert, 1917). Included in P. p. perdix by HBW/BLI.[3] Prej je bila podvrsta izumrla v naravi, zdaj je ponovno naseljena.[5]
- P. p. lucida (Altum, 1894). Finska vzhodno do Urala in južno do Črnega morja ter severnega Kavkaza.
- P. p. canescens (Burturlin, 1906). Turčija vzhodno do Južnega Kavkaza in severozahodnega Irana.
- P. p. robusta (Homeyer and Tancré, 1883). Ural do jugozahodne Sibirije in severozahodne Kitajske.[6]